# Richard Roy (músic)
Richard Roy, també conegut com a Twitch va ser el baixista de Sum 41 quan es va iniciar la banda, des del 1996 al 1998. Va aparèixer al vídeo "Bring The Noize!" parlant dels seus companys de grup. L'única gravació en la qual va col·laborar en Richard va ser l'any 1998 amb la maqueta titulada "Rock Out With Your Cock Out".